# Liste der Cheftrainer in der deutschen Fußball-Bundesliga
Dies ist eine Liste aller 472 Cheftrainer in der deutschen Fußball-Bundesliga. Ausländische Cheftrainer sind mit der Flagge ihres Heimatlandes hinter ihrem Namen gekennzeichnet. In Klammern hinzugefügt sind die bisher von ihnen trainierten Vereine in der Fußball-Bundesliga, und Jahreszahlen bedeuten den Gewinn der Meisterschaft. Eine kursive Jahreszahl bedeutet, dass die Meistermannschaft erst während der Saison übernommen wurde. Aktuelle, noch aktive Cheftrainer der Fußball-Bundesliga sind in Fettdruck hervorgehoben. Deren aktuelle Vereine sind ebenfalls in Fettdruck hervorgehoben. Interimstrainer sind berücksichtigt, sofern sie ein Bundesligaspiel hauptverantwortlich absolvierten. Vertretungen von Cheftrainern, z. B. wegen Krankheit, Sperre oder insbesondere während der COVID-19-Pandemie wegen der Anordnung einer häuslichen Quarantäne, sind nicht berücksichtigt.

## A
- Eddy Achterberg  (FC Schalke 04)
- Richard Ackerschott (Werder Bremen)
- Rainer Adrion (VfB Stuttgart)
- Dick Advocaat  (Borussia Mönchengladbach)
- Xabi Alonso  (Bayer 04 Leverkusen/2024)
- Carlo Ancelotti  (FC Bayern München/2017)
- Martin Andermatt  (SSV Ulm 1846)
- Jørn Andersen (1. FSV Mainz 05)
- Frank Arnesen  (Hamburger SV)
- Rudi Assauer (FC Schalke 04)
- Klaus Augenthaler (FC Bayern München, 1. FC Nürnberg, Bayer 04 Leverkusen, VfL Wolfsburg)

## B
- Markus Babbel (VfB Stuttgart, Hertha BSC, TSG 1899 Hoffenheim)
- Krassimir Balakow  (1. FC Kaiserslautern)
- Hannes Baldauf (Hannover 96)
- Kurt Baluses (VfB Stuttgart)
- Otto Barić  (VfB Stuttgart)
- Daniel Bauer (VfL Wolfsburg)
- Manuel Baum (FC Augsburg, FC Schalke 04)
- Alfred Baumann (TSV 1860 München)
- Gunther Baumann (1. FC Nürnberg, TSV 1860 München, VfB Stuttgart)
- Steffen Baumgart (SC Paderborn 07, 1. FC Köln, 1. FC Union Berlin)
- Franz Beckenbauer (FC Bayern München/1994)
- Edmund Becker (Karlsruher SC)
- János Bédl  (Wuppertaler SV)
- Achim Beierlorzer (1. FC Köln, 1. FSV Mainz 05)
- Benno Beiroth (Fortuna Düsseldorf)
- Milovan Beljin  (Arminia Bielefeld)
- Helmut Benthaus (VfB Stuttgart/1984)
- Jörg Berger (Fortuna Düsseldorf, Hannover 96, Eintracht Frankfurt, 1. FC Köln, FC Schalke 04, Karlsruher SC, Hansa Rostock, Arminia Bielefeld)
- Andreas Bergmann (Hannover 96)
- Ramon Berndroth (SV Darmstadt 98)
- Franz Binder  (TSV 1860 München)
- Werner Biskup (Hannover 96)
- Nenad Bjelica  (1. FC Union Berlin)
- Alexander Blessin (FC St. Pauli)
- Rolf Bock (Borussia Dortmund)
- Karl Bögelein (VfB Stuttgart)
- Mark van Bommel  (VfL Wolfsburg)
- Rudi Bommer (MSV Duisburg)
- Hannes Bongartz (1. FC Kaiserslautern, SG Wattenscheid 09, MSV Duisburg, Borussia Mönchengladbach)
- Rainer Bonhof (Borussia Mönchengladbach)
- Peter Bosz  (Borussia Dortmund, Bayer 04 Leverkusen)
- Andreas Brehme (1. FC Kaiserslautern)
- Dieter Brei (Fortuna Düsseldorf)
- André Breitenreiter (FC Schalke 04, SC Paderborn 07, Hannover 96, TSG 1899 Hoffenheim)
- Günter Brocker (1. FC Kaiserslautern, Werder Bremen, FC Schalke 04, Rot-Weiß Oberhausen)
- Gerd vom Bruch (Borussia Mönchengladbach)
- Thomas Brunner (1. FC Nürnberg)
- Lothar Buchmann (SV Darmstadt 98, VfB Stuttgart, Eintracht Frankfurt, Kickers Offenbach, Karlsruher SC)
- Horst Buhtz (Borussia Neunkirchen, Hannover 96, Wuppertaler SV, FC Bayer 05 Uerdingen)
- Herbert Burdenski (Rot-Weiss Essen, Borussia Dortmund, Werder Bremen, MSV Duisburg)
- Mike Büskens (FC Schalke 04, SpVgg Greuther Fürth)
- Heiko Butscher (VfL Bochum)

## C
- Željko Čajkovski  (Borussia Neunkirchen)
- Zlatko Čajkovski  (FC Bayern München, Hannover 96, 1. FC Köln, Kickers Offenbach)
- Horst-Gregorio Canellas (Kickers Offenbach)
- Rodolfo Cardoso  (Hamburger SV)
- Slobodan Čendić  (FC Schalke 04, 1. FC Saarbrücken, FC Homburg)
- Egon Coordes (VfB Stuttgart, Hamburger SV)
- Ante Čović  (Hertha BSC)
- Dettmar Cramer (FC Bayern München, Eintracht Frankfurt, Bayer 04 Leverkusen)
- Jenő Csaknády  (1. FC Nürnberg)
- Pál Csernai  (FC Bayern München/1980, 1981, Borussia Dortmund, Eintracht Frankfurt, Hertha BSC)

## D
- Detlev Dammeier (Arminia Bielefeld)
- Pál Dárdai  (Hertha BSC)
- Christoph Daum (1. FC Köln, VfB Stuttgart/1992, Bayer 04 Leverkusen, Eintracht Frankfurt)
- Dietmar Demuth (FC St. Pauli)
- Roberto Di Matteo  (FC Schalke 04)
- Ernst Diehl (1. FC Kaiserslautern)
- Rolf Dohmen (Eintracht Frankfurt)
- Thomas Doll (Hamburger SV, Borussia Dortmund, Hannover 96)
- Hans-Jürgen Dörner (Werder Bremen)
- Karl-Heinz Drygalsky (Borussia Mönchengladbach)
- Robin Dutt (SC Freiburg, Bayer 04 Leverkusen, Werder Bremen)

## E
- Hans Eder (Hertha BSC)
- Horst Ehrmantraut (Eintracht Frankfurt)
- Seppo Eichkorn (MSV Duisburg, FC Schalke 04)
- Heinz Elzner (1. FC Nürnberg)
- Stephan Engels (1. FC Köln)
- Willi Entenmann (VfB Stuttgart, 1. FC Nürnberg)
- Hermann Eppenhoff (Borussia Dortmund, MSV Duisburg, VfL Bochum, VfB Stuttgart)
- Uwe Erkenbrecher (VfL Wolfsburg)
- Hermann Erlhoff (Rot-Weiss Essen)

## F
- Holger Fach (Borussia Mönchengladbach, VfL Wolfsburg)
- Reinhold Fanz (Eintracht Frankfurt)
- Daniel Farke (Borussia Mönchengladbach)
- Rudi Faßnacht (MSV Duisburg)
- Lucien Favre  (Borussia Mönchengladbach, Hertha BSC, Borussia Dortmund)
- Markus Feldhoff (VfL Bochum)
- Karl-Heinz Feldkamp (1. FC Kaiserslautern/1991, Borussia Dortmund, Arminia Bielefeld, FC Bayer 05 Uerdingen, Eintracht Frankfurt)
- Diethelm Ferner (Rot-Weiss Essen, FC St. Pauli, FC Schalke 04)
- Thorsten Fink (Hamburger SV)
- Volker Finke (SC Freiburg, 1. FC Köln)
- Klaus Fischer (FC Schalke 04)
- Urs Fischer  (1. FC Union Berlin)
- Hansi Flick (FC Bayern München/2020, 2021)
- Paul Frantz  (Karlsruher SC)
- Horst Franz (Arminia Bielefeld, Karlsruher SC, Borussia Dortmund, FC Schalke 04)
- Rolf Fringer  (VfB Stuttgart)
- Torsten Frings (SV Darmstadt 98)
- Michael Frontzeck (Hannover 96, Alemannia Aachen, Arminia Bielefeld, Borussia Mönchengladbach)
- Fritz Fuchs (FC Homburg)
- Werner Fuchs (Hertha BSC)
- Friedhelm Funkel (FC Bayer 05 Uerdingen, MSV Duisburg, Hansa Rostock, 1. FC Köln, Eintracht Frankfurt, Hertha BSC, Fortuna Düsseldorf)
- Wolfgang Funkel (Hansa Rostock)

## G
- Louis van Gaal  (FC Bayern München/2010)
- Georg Gawliczek (FC Schalke 04, Hamburger SV, Karlsruher SC, Tennis Borussia Berlin, Hertha BSC)
- Robert Gebhardt (MSV Duisburg, Werder Bremen, 1. FC Nürnberg)
- Hans-Jürgen Gede (Fortuna Düsseldorf)
- Holger Gehrke (FC Schalke 04, Hertha BSC)
- Frank Geideck (Arminia Bielefeld)
- Jürgen Gelsdorf (Bayer 04 Leverkusen, Borussia Mönchengladbach, VfL Bochum)
- Eric Gerets  (1. FC Kaiserslautern, VfL Wolfsburg)
- Hermann Gerland (VfL Bochum, 1. FC Nürnberg, Arminia Bielefeld)
- Eduard Geyer (Energie Cottbus)
- Markus Gisdol (TSG 1899 Hoffenheim, Hamburger SV, 1. FC Köln)
- Oliver Glasner  (VfL Wolfsburg, Eintracht Frankfurt)
- Falko Götz (Hertha BSC, TSV 1860 München)
- Jürgen Grabowski (Eintracht Frankfurt)
- Dimitrios Grammozis  (FC Schalke 04)
- Christian Gross  (VfB Stuttgart, FC Schalke 04)
- Marco Grote (1. FC Union Berlin)
- Pep Guardiola  (FC Bayern München/2014, 2015, 2016)
- Rudi Gutendorf (MSV Duisburg, VfB Stuttgart, FC Schalke 04, Kickers Offenbach, Tennis Borussia Berlin, Hamburger SV)

## H
- Arie Haan  (VfB Stuttgart, 1. FC Nürnberg)
- Erik ten Hag  (Bayer 04 Leverkusen)
- Damian Halata (VfB Leipzig)
- Ernst Happel  (Hamburger SV/1982, 1983)
- Frank Hartmann (SG Wattenscheid 09)
- Ralph Hasenhüttl  (FC Ingolstadt 04, RB Leipzig, VfL Wolfsburg)
- Werner Heck (Waldhof Mannheim)
- Dieter Hecking (Alemannia Aachen, Hannover 96, 1. FC Nürnberg, VfL Wolfsburg, Borussia Mönchengladbach, VfL Bochum)
- Karl-Heinz Heddergott (1. FC Köln)
- Horst Heese (1. FC Nürnberg, Eintracht Frankfurt)
- Thomas von Heesen (Arminia Bielefeld, 1. FC Nürnberg)
- Karsten Heine (Hertha BSC)
- Frank Heinemann (VfL Bochum)
- Siggi Held (FC Schalke 04, Dynamo Dresden)
- Michael Henke (1. FC Kaiserslautern)
- Bo Henriksen  (1. FSV Mainz 05)
- Rolf Herings (1. FC Köln)
- Peter Hermann (Bayer 04 Leverkusen, FC Bayern München)
- Heiko Herrlich (VfL Bochum, Bayer 04 Leverkusen, FC Augsburg)
- Jupp Heynckes (Borussia Mönchengladbach, Eintracht Frankfurt, FC Schalke 04, Bayer 04 Leverkusen, FC Bayern München/1989, 1990, 2013, 2018)
- Josef Hickersberger  (Fortuna Düsseldorf)
- Holger Hieronymus (Hamburger SV)
- Hans Hipp (Hannover 96)
- Ottmar Hitzfeld (Borussia Dortmund/1995, 1996, FC Bayern München/1999, 2000, 2001, 2003, 2008)
- Kasper Hjulmand  (1. FSV Mainz 05)
- Sebastian Hoeneß (TSG 1899 Hoffenheim, VfB Stuttgart)
- Alfred Hoffmann (1. FC Nürnberg)
- Heinz Höher (VfL Bochum, MSV Duisburg, Fortuna Düsseldorf, 1. FC Nürnberg)
- Thomas Hörster (Bayer 04 Leverkusen)
- Willi Holdorf (Fortuna Köln)
- Bernd Hollerbach (Hamburger SV)
- Ivica Horvat  (Eintracht Frankfurt, FC Schalke 04, Rot-Weiss Essen)
- Bernd Hoss (Blau-Weiß 90 Berlin)
- Horst Hrubesch (Dynamo Dresden)
- Adi Hütter  (Eintracht Frankfurt, Borussia Mönchengladbach)
- Sami Hyypiä  (Bayer 04 Leverkusen)

## I
- Christian Ilzer  (TSG 1899 Hoffenheim)
- Valérien Ismaël  (VfL Wolfsburg)

## J
- Hennes Jäcker (Eintracht Braunschweig)
- Kurt Jara  (Hamburger SV, 1. FC Kaiserslautern)
- Wolfgang Jerat (1. FC Köln)
- Helmuth Johannsen (Eintracht Braunschweig/1967, Hannover 96, VfL Bochum)
- Christoph John (1. FC Köln)
- Andries Jonker  (FC Bayern München, VfL Wolfsburg)
- Martin Jol  (Hamburger SV)
- Fahrudin Jusufi  (FC Schalke 04)

## K
- Matthias Kaltenbach (TSG 1899 Hoffenheim)
- Helmut Kalthoff (Hannover 96)
- Markus Kauczinski (FC Ingolstadt 04)
- Jens Keller (VfB Stuttgart, FC Schalke 04)
- Gerd Kentschke (Bayer 04 Leverkusen)
- Werner Kern (1. FC Nürnberg)
- Georg Keßler (Hertha BSC, 1. FC Köln)
- Hannes Kirk (Hannover 96)
- Uwe Klimaschefski (1. FC Saarbrücken, FC Homburg)
- Jürgen Klinsmann (FC Bayern München, Hertha BSC)
- Jürgen Klopp (1. FSV Mainz 05, Borussia Dortmund/2011, 2012)
- Kuno Klötzer (Fortuna Düsseldorf, 1. FC Nürnberg, Kickers Offenbach, Hamburger SV, Hertha BSC, MSV Duisburg)
- Udo Klug (1. FC Nürnberg, FC Homburg)
- Peter Knäbel (Hamburger SV)
- Otto Knefler (1. FC Kaiserslautern, Eintracht Braunschweig, MSV Duisburg, Eintracht Frankfurt)
- Georg Knöpfle (1. FC Köln/1964, Hamburger SV)
- Friedhelm Kobluhn (Rot-Weiß Oberhausen)
- Kurt Koch (Hamburger SV)
- Florian Kohfeldt (Werder Bremen, VfL Wolfsburg)
- Jürgen Kohler (MSV Duisburg)
- Marcel Koller  (1. FC Köln, VfL Bochum)
- Michael Köllner (1. FC Nürnberg)
- Vincent Kompany  (FC Bayern München/2025)
- Timo Konietzka (FC Bayer 05 Uerdingen, Borussia Dortmund)
- Horst Köppel (Arminia Bielefeld, FC Bayer 05 Uerdingen, Borussia Dortmund, Fortuna Düsseldorf, Borussia Mönchengladbach)
- Karl-Heinz Körbel (Eintracht Frankfurt)
- Tayfun Korkut  (Hannover 96, Bayer 04 Leverkusen, VfB Stuttgart, Hertha BSC)
- Robert Körner  (1. FC Nürnberg)
- Marco Kostmann (Arminia Bielefeld)
- Lorenz-Günther Köstner (1. FC Köln, SpVgg Unterhaching, VfL Wolfsburg)
- Volker Kottmann (Fortuna Köln)
- Niko Kovač  (Eintracht Frankfurt, FC Bayern München/2019, VfL Wolfsburg, Borussia Dortmund)
- Manfred Krafft (Fortuna Düsseldorf, 1. FC Saarbrücken, Karlsruher SC, SV Darmstadt 98, 1. FC Kaiserslautern, Stuttgarter Kickers)
- Frank Kramer (TSG 1899 Hoffenheim, SpVgg Greuther Fürth, Arminia Bielefeld, FC Schalke 04)
- Jürgen Kramny (VfB Stuttgart)
- Bernd Krauss (Borussia Mönchengladbach, Borussia Dortmund)
- Eckhard Krautzun (TSV 1860 München, 1. FC Kaiserslautern)
- Willibert Kremer (MSV Duisburg, Bayer 04 Leverkusen, Fortuna Düsseldorf)
- Matthias Kreutzer (FC Schalke 04)
- Rudi Kröner (1. FC Kaiserslautern, 1. FC Nürnberg)
- Helmut Kronsbein (Hannover 96, Hertha BSC)
- Marco Kurz (1. FC Kaiserslautern, TSG 1899 Hoffenheim)
- Lukas Kwasniok (1. FC Köln)
- Heinrich Kwiatkowski (Borussia Dortmund)

## L
- Bruno Labbadia (Bayer 04 Leverkusen, Hamburger SV, VfB Stuttgart, VfL Wolfsburg, Hertha BSC)
- Fritz Langner (FC Schalke 04, Werder Bremen, TSV 1860 München)
- Hanspeter Latour  (1. FC Köln)
- Udo Lattek (FC Bayern München/1972, 1973, 1974, 1985, 1986, 1987, Borussia Mönchengladbach/1976, 1977, Borussia Dortmund, FC Schalke 04)
- Felix Latzke  (Waldhof Mannheim)
- Bernd Lehmann (FC Bayer 05 Uerdingen)
- Stefan Leitl (SpVgg Greuther Fürth)
- Manfred Lenz (FC Homburg)
- Søren Lerby  (FC Bayern München)
- Thomas Letsch (VfL Bochum)
- Sascha Lewandowski (Bayer 04 Leverkusen)
- Jan-Moritz Lichte (1. FSV Mainz 05)
- Torsten Lieberknecht (Eintracht Braunschweig, SV Darmstadt 98)
- Dieter Lieberwirth (1. FC Nürnberg)
- Werner Liebrich (1. FC Kaiserslautern)
- Ewald Lienen (MSV Duisburg, Hansa Rostock, 1. FC Köln, Borussia Mönchengladbach, Hannover 96)
- Hermann Lindemann (Borussia Dortmund)
- Franz Linken (Tasmania Berlin)
- Hannes Linßen (1. FC Köln)
- Bernhard Lippert (Eintracht Frankfurt)
- Pierre Littbarski (VfL Wolfsburg)
- Hannes Löhr (1. FC Köln)
- Gyula Lóránt  (1. FC Kaiserslautern, MSV Duisburg, 1. FC Köln, Kickers Offenbach, Eintracht Frankfurt, FC Bayern München, FC Schalke 04)
- Werner Lorant (TSV 1860 München)
- Jean Löring (Fortuna Köln)
- Joachim Löw (VfB Stuttgart)
- Zsolt Lőw  (RB Leipzig)
- Heinz Lucas (Fortuna Düsseldorf, TSV 1860 München, Eintracht Braunschweig)
- Jos Luhukay  (Borussia Mönchengladbach, FC Augsburg, Hertha BSC)
- Martin Luppen (Fortuna Köln)

## M
- Enrico Maaßen (FC Augsburg)
- Felix Magath (Hamburger SV, Werder Bremen, Eintracht Frankfurt, VfB Stuttgart, FC Bayern München/2005, 2006, FC Schalke 04, VfL Wolfsburg/2009, Hertha BSC)
- Klaus Mank (Eintracht Frankfurt)
- Karl-Heinz Marotzke (FC Schalke 04)
- Jesse Marsch  (RB Leipzig)
- Bert van Marwijk  (Borussia Dortmund, Hamburger SV)
- Uli Maslo (FC Schalke 04, FC St. Pauli)
- Pellegrino Matarazzo  (VfB Stuttgart, TSG 1899 Hoffenheim)
- Steve McClaren  (VfL Wolfsburg)
- Hellmut Meidt (Arminia Bielefeld)
- Norbert Meier (Borussia Mönchengladbach, MSV Duisburg, Fortuna Düsseldorf, SV Darmstadt 98)
- Max Merkel  (TSV 1860 München/1966, 1. FC Nürnberg/1968, FC Schalke 04, Karlsruher SC)
- Hans Merkle (1. FC Köln)
- Gert Meyer (Fortuna Düsseldorf)
- Hans Meyer (Borussia Mönchengladbach, Hertha BSC, 1. FC Nürnberg)
- Ulrich Meyer (Eintracht Frankfurt)
- Rinus Michels  (1. FC Köln, Bayer 04 Leverkusen)
- Ernst Middendorp (Arminia Bielefeld)
- Fritz Millinger (VfB Stuttgart)
- Ralf Minge (Dynamo Dresden)
- Benno Möhlmann (Hamburger SV, Arminia Bielefeld)
- Ricardo Moniz  (Hamburger SV)
- Aad de Mos  (Werder Bremen)
- Hans Werner Moser (1. FC Kaiserslautern)
- Karl-Heinz Mülhausen (Hannover 96)
- Willi Multhaup (Werder Bremen/1965, Borussia Dortmund, 1. FC Köln)
- Heinz Murach (Borussia Dortmund, Rot-Weiß Oberhausen)

## N
- Julian Nagelsmann (TSG 1899 Hoffenheim, RB Leipzig, FC Bayern München/2022)
- Klaus-Peter Nemet (FC St. Pauli)
- Hubert Neu (FC Schalke 04)
- Frank Neubarth (FC Schalke 04)
- Uwe Neuhaus (Arminia Bielefeld)
- Peter Neururer (Hertha BSC, 1. FC Saarbrücken, 1. FC Köln, VfL Bochum, Hannover 96)
- Willi Nolting (Arminia Bielefeld)
- Jan Notermans  (Arminia Bielefeld)
- Alexander Nouri (Werder Bremen, Hertha BSC)
- Hermann Nuber (Kickers Offenbach)

## O
- Klaus-Dieter Ochs (Hamburger SV)
- Ernst Ocwirk  (1. FC Köln)
- Michael Oenning (1. FC Nürnberg, Hamburger SV)
- Werner Olk (Eintracht Braunschweig, SV Darmstadt 98, Karlsruher SC)
- Morten Olsen  (1. FC Köln)
- Holger Osieck (VfL Bochum)
- Paul Oßwald (Eintracht Frankfurt, Kickers Offenbach)
- Arkoç Özcan  (Hamburger SV)

## P
- Peter Pacult  (TSV 1860 München)
- Rolf Paetz (Hannover 96)
- Frank Pagelsdorf (Hansa Rostock, Hamburger SV)
- Heinz Patzig (Eintracht Braunschweig)
- Marco Pezzaiuoli (TSG 1899 Hoffenheim)
- Oswald Pfau (Borussia Dortmund)
- Michael Pfeiffer (Alemannia Aachen)
- Egon Piechaczek  (Arminia Bielefeld, 1. FC Kaiserslautern)
- Hans Pilz (TSV 1860 München, Hannover 96)
- Josef Piontek (Werder Bremen, Fortuna Düsseldorf)
- Fritz Pliska (Rot-Weiss Essen)
- Merlin Polzin (Hamburger SV)
- Fritz Popp (1. FC Nürnberg)
- Bojan Prašnikar  (Energie Cottbus)
- Ludwig Preis (SpVgg Greuther Fürth)
- Adi Preißler (Rot-Weiß Oberhausen)
- Günter Preuß (MSV Duisburg)
- Roger Prinzen (1. FC Nürnberg)

## Q
- Klaus Quinkert (FC Bayer 05 Uerdingen)

## R
- Ralf Rangnick (VfB Stuttgart, Hannover 96, FC Schalke 04, TSG 1899 Hoffenheim, RB Leipzig)
- Uwe Rapolder (Arminia Bielefeld, 1. FC Köln)
- Marcel Rapp (Holstein Kiel)
- Friedel Rausch (FC Schalke 04, Eintracht Frankfurt, 1. FC Kaiserslautern, Borussia Mönchengladbach, 1. FC Nürnberg)
- Fritz Rebell (Werder Bremen)
- Oliver Reck (FC Schalke 04)
- Heinz Redepenning (FC Schalke 04)
- Hagen Reeck (Energie Cottbus)
- Otto Rehhagel (Kickers Offenbach, Werder Bremen/1988, 1993, Borussia Dortmund, Arminia Bielefeld, Fortuna Düsseldorf, FC Bayern München, 1. FC Kaiserslautern/1998, Hertha BSC)
- Manfred Reichert (Wuppertaler SV)
- Willi Reimann (Hamburger SV, VfL Wolfsburg, 1. FC Nürnberg, Eintracht Frankfurt)
- Uwe Reinders (Hansa Rostock, MSV Duisburg)
- Thomas Reis (VfL Bochum, FC Schalke 04)
- Dieter Renner (1. FC Nürnberg)
- Armin Reutershahn (KFC Uerdingen 05)
- Erich Ribbeck (Eintracht Frankfurt, 1. FC Kaiserslautern, Borussia Dortmund, Bayer 04 Leverkusen, FC Bayern München)
- Aleksandar Ristić  (Hamburger SV, Eintracht Braunschweig, Fortuna Düsseldorf, FC Schalke 04)
- Jürgen Röber (VfB Stuttgart, Hertha BSC, VfL Wolfsburg, Borussia Dortmund)
- Uwe Rösler (Fortuna Düsseldorf)
- Gerd Roggensack (Arminia Bielefeld, 1. FC Kaiserslautern)
- Wolfgang Rolff (VfB Stuttgart, Werder Bremen)
- Hans-Dieter Roos (Eintracht Frankfurt)
- Marco Rose (Borussia Mönchengladbach, Borussia Dortmund, RB Leipzig)
- Werner Roth (Karlsruher SC)
- Carl-Heinz Rühl (Karlsruher SC, MSV Duisburg, Borussia Dortmund, TSV 1860 München)
- Erich Rutemöller (1. FC Köln, Hansa Rostock)
- Stefan Ruthenbeck (1. FC Köln)
- Fred Rutten  (FC Schalke 04)
- Jürgen Rynio (Hannover 96)

## S
- Reinhard Saftig (FC Bayern München, Borussia Dortmund, Hannover 96, VfL Bochum, Bayer 04 Leverkusen)
- Willy Sagnol  (FC Bayern München)
- Nuri Şahin  (Borussia Dortmund)
- Klaus Sammer (Dynamo Dresden)
- Matthias Sammer (Borussia Dortmund/2002, VfB Stuttgart)
- Petrik Sander (Energie Cottbus)
- Nevio Scala  (Borussia Dortmund)
- Thomas Schaaf (Werder Bremen/2004, Eintracht Frankfurt, Hannover 96)
- Frank Schaefer (1. FC Köln)
- Winfried Schäfer (Karlsruher SC, VfB Stuttgart)
- Rolf Schafstall (MSV Duisburg, VfL Bochum, FC Schalke 04, FC Bayer 05 Uerdingen, Fortuna Düsseldorf)
- Ralf Schehr (Hamburger SV)
- Klaus Schlappner (SV Darmstadt 98, Waldhof Mannheim)
- Rudi Schlott (1. FC Köln)
- Juri Schlünz (Hansa Rostock)
- Aki Schmidt (Kickers Offenbach)
- Frank Schmidt (1. FC Heidenheim)
- Heinz-Ludwig Schmidt (Tasmania Berlin)
- Martin Schmidt  (1. FSV Mainz 05, VfL Wolfsburg, FC Augsburg)
- Roger Schmidt (Bayer 04 Leverkusen)
- Willi Schmidt (MSV Duisburg)
- Gerd Schneider (1. FC Kaiserslautern)
- Helmut Schneider (1. FC Saarbrücken, Karlsruher SC, Borussia Dortmund)
- Josef Schneider (Hertha BSC, Hamburger SV)
- Richard Schneider (Preußen Münster)
- Thomas Schneider (VfB Stuttgart)
- Gerd-Volker Schock (Hamburger SV)
- Heiko Scholz (MSV Duisburg)
- Boris Schommers (1. FC Nürnberg)
- Kurt Schreiner (Kickers Offenbach)
- Alfred Schreuder  (TSG 1899 Hoffenheim)
- André Schubert (Borussia Mönchengladbach)
- Gerhard Schulte (Hertha BSC)
- Helmut Schulte (FC St. Pauli, Dynamo Dresden, FC Schalke 04)
- Fred Schulz (Werder Bremen)
- Timo Schultz (1. FC Köln)
- Dirk Schuster (SV Darmstadt 98, FC Augsburg)
- Julian Schuster (SC Freiburg)
- Dietmar Schwager (FC Schalke 04)
- Elek Schwartz  (Eintracht Frankfurt)
- Sandro Schwarz (1. FSV Mainz 05, Hertha BSC)
- Gerd Schwickert (FC Homburg)
- Günter Sebert (Waldhof Mannheim)
- Wolfgang Seel (1. FC Saarbrücken)
- Helmut Senekowitsch  (Eintracht Frankfurt)
- Gerardo Seoane  (Bayer 04 Leverkusen, Borussia Mönchengladbach)
- Franz Seybold (VfB Stuttgart)
- Wolfgang Sidka (Werder Bremen)
- Hans Siemensmeyer (Hannover 96)
- Jan Siewert (1. FSV Mainz 05)
- Paul Simonis  (VfL Wolfsburg)
- Albert Sing (VfB Stuttgart, TSV 1860 München)
- Klaus Sinn (Waldhof Mannheim)
- Michael Skibbe (Borussia Dortmund, Bayer 04 Leverkusen, Eintracht Frankfurt, Hertha BSC)
- Josip Skoblar  (Hamburger SV)
- Viktor Skripnik  (Werder Bremen)
- Mirko Slomka (FC Schalke 04, Hannover 96, Hamburger SV)
- Ståle Solbakken  (1. FC Köln)
- Zvonimir Soldo  (1. FC Köln)
- Kurt Sommerlatt (Karlsruher SC)
- Marcus Sorg (SC Freiburg)
- Josef Stabel (1. FC Kaiserslautern, FC Homburg)
- Bernd Stange (VfB Leipzig)
- Holger Stanislawski (FC St. Pauli, TSG 1899 Hoffenheim)
- Horst Steffen (Werder Bremen)
- Daniel Stendel (Hannover 96)
- Dragoslav Stepanović  (Eintracht Frankfurt, Bayer 04 Leverkusen)
- Huub Stevens  (FC Schalke 04, Hertha BSC, Hamburger SV, VfB Stuttgart, TSG 1899 Hoffenheim)
- Bernd Stöber (1. FC Saarbrücken)
- Peter Stöger  (1. FC Köln, Borussia Dortmund)
- Georg Stollenwerk (Alemannia Aachen, 1. FC Köln)
- Günther Stolz (Rot-Weiß Oberhausen)
- Lothar Strehlau (Karlsruher SC)
- Christian Streich (SC Freiburg)
- Reinhard Stumpf (1. FC Kaiserslautern)
- Jürgen Sundermann (VfB Stuttgart, Hertha BSC, VfB Leipzig)
- Bo Svensson  (1. FSV Mainz 05, 1. FC Union Berlin)

## T
- Domenico Tedesco  (FC Schalke 04, RB Leipzig)
- Franz-Josef Tenhagen (VfL Bochum)
- Bernhard Termath (Karlsruher SC)
- Edin Terzić (Borussia Dortmund)
- Andreas Thom (Hertha BSC)
- Jess Thorup  (FC Augsburg)
- Hans Tilkowski (Werder Bremen, 1. FC Saarbrücken)
- Hans-Dieter Tippenhauer (Fortuna Düsseldorf, Arminia Bielefeld, Borussia Dortmund)
- Christian Titz (Hamburger SV)
- Dino Toppmöller (Eintracht Frankfurt)
- Klaus Toppmöller (Eintracht Frankfurt, VfL Bochum, Bayer 04 Leverkusen, Hamburger SV)
- Giovanni Trapattoni  (FC Bayern München/1997, VfB Stuttgart)
- René Tretschok (Hertha BSC)
- Thomas Tuchel (1. FSV Mainz 05, Borussia Dortmund, FC Bayern München/2023)
- Mike Tullberg (Borussia Dortmund)

## V
- Gerald Vanenburg  (TSV 1860 München)
- Armin Veh (Eintracht Frankfurt, Hansa Rostock, VfB Stuttgart/2007, VfL Wolfsburg, Hamburger SV)
- Gertjan Verbeek  (1. FC Nürnberg)
- Jenő Vincze  (1. FC Nürnberg)
- Berti Vogts (Bayer 04 Leverkusen)
- Rudi Völler (Bayer 04 Leverkusen)
- Willi Vordenbäumen (Rot-Weiss Essen)

## W
- David Wagner  (FC Schalke 04)
- Sandro Wagner (FC Augsburg)
- Jürgen Wähling (Hannover 96)
- Maik Walpurgis (FC Ingolstadt 04)
- Hans-Wolfgang Weber (TSV 1860 München)
- Heiko Weber (Energie Cottbus)
- Wolfgang Weber (Werder Bremen)
- Markus Weinzierl (FC Schalke 04, VfB Stuttgart, FC Augsburg)
- Dietrich Weise (1. FC Kaiserslautern, Eintracht Frankfurt, Fortuna Düsseldorf)
- Hennes Weisweiler (Borussia Mönchengladbach/1970, 1971, 1975, 1. FC Köln/1978)
- Friedhelm Wenzlaff (MSV Duisburg)
- Ole Werner (Werder Bremen, RB Leipzig)
- Wolf Werner (Borussia Mönchengladbach)
- Willibert Weth (Alemannia Aachen)
- Heinz Wewers (Rot-Weiss Essen)
- Herbert Widmayer (1. FC Nürnberg, Karlsruher SC)
- Michael Wiesinger (1. FC Nürnberg)
- Martin Wilke (Hamburger SV)
- Nico Willig (VfB Stuttgart)
- Marc Wilmots  (FC Schalke 04)
- Michael Wimmer (VfB Stuttgart)
- Helmut Witte (Borussia Dortmund)
- Horst Witzler (Borussia Dortmund, Rot-Weiss Essen)
- Horst Wohlers (FC Bayer 05 Uerdingen, FC St. Pauli)
- Rudolf Wojtowicz  (Fortuna Düsseldorf)
- Hannes Wolf (VfB Stuttgart, Bayer 04 Leverkusen)
- Wolfgang Wolf (VfL Wolfsburg, 1. FC Nürnberg, 1. FC Kaiserslautern)

## Z
- Andreas Zachhuber (Hansa Rostock)
- Timo Zahnleiter (Eintracht Frankfurt)
- Branko Zebec  (FC Bayern München/1969, VfB Stuttgart, Eintracht Braunschweig, Hamburger SV/1979, Borussia Dortmund, Eintracht Frankfurt)
- Peter Zeidler (VfL Bochum)
- Christian Ziege (Borussia Mönchengladbach)
- Josef Zinnbauer (Hamburger SV)
- Rainer Zobel (Stuttgarter Kickers, 1. FC Kaiserslautern, 1. FC Nürnberg)
- Alexander Zorniger (VfB Stuttgart)
- Ralf Zumdick (VfL Bochum)